# Úmar ibn Hafsun

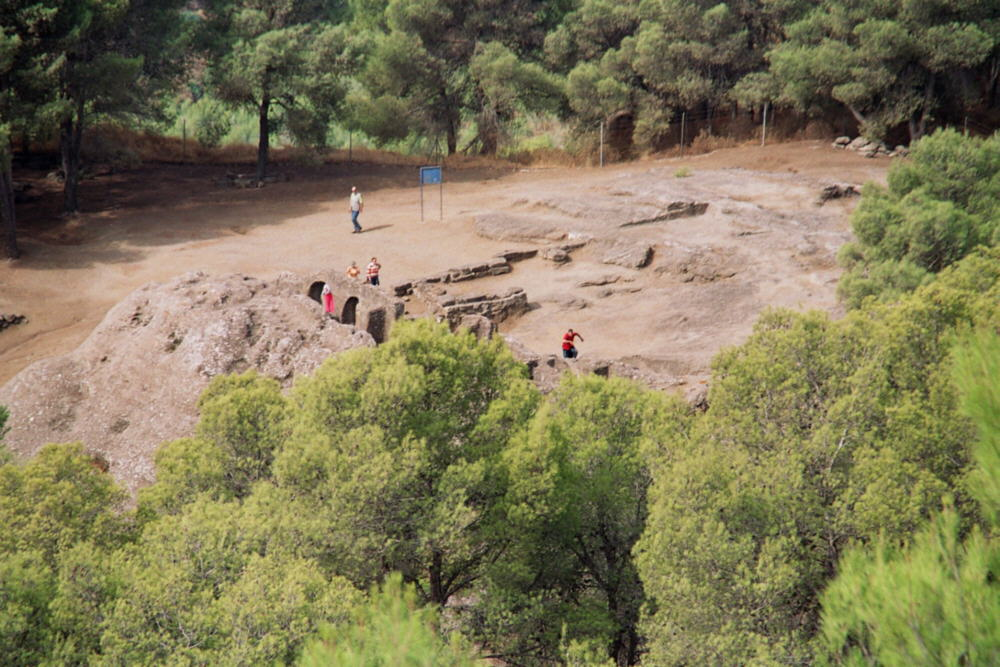
Ruïnes de Bobastro

Úmar ibn Hafs ibn Jàfar, més conegut pel malnom Ibn Hafsun o com a Úmar ibn Hafsun (àrab: عمر بن حفصون, ʿUmar ibn Ḥafṣūn) (mort el 918) va ser el cabdill d'una rebel·lió (880-918) contra l'emirat omeia de Córdova.
Úmar ibn Hafsun va néixer a la regió de Ronda, probablement en el lloc denominat La Torrecilla, actualment el poble de Parauta, en una família de terratinents muladins hisendats, descendents d'un família goda de gentil-homes, un dels avis del qual s'havia convertit a l'islam. Segons l'historiador Isidro García Cigüenza, inicialment el nàssab d'Úmar era Hafs i a aquest se li va afegir la terminació un que entre els àrabs era distintiu de noblesa, quedant el nàssab configurat en Hafsun. De la mare d'Úmar no se sap res; del pare sabem que va morir sota les urpes d'un os; i dels seus germans, que un es deia Ayyub i l'altre Ja`far.

## Biografia
Pel que fa als seus orígens no hi ha certa uniformitat entre els entesos. Segons els historiadors Dozy i Simonet, no posen en dubte l'origen cristià i visigot d'Úmar ibn Hafsun, ja que va estar pràcticament tota la seva vida lluitant contra la màxima autoritat musulmana en la península Ibèrica. Cal recordar que les visions que tenen aquests dos autors del segle xix és força distorsionada, sovint contaminades per nacionalismes i creences religioses. Els estudis més recents, sobretot gràcies a les aportacions de Virgilio Martínez Enamorado, clarifiquen i descarten un origen visigot d'ibn Hafsun, catalogant-lo per tant com un muladita.
Va néixer en l'alqueria que els seus pares tenien en el poble de Parauta, prop de Ronda, encara que aquesta afirmació sobre el seu lloc de naixença entri en discussió amb els veïns de Júzcar per raons purament topogràfiques: l'alqueria era coneguda com l'alqueria de Torrichela i es trobava al costat del castell d'Autha, el que avui es coneix com a Parauta, actualment pertanyent al terme de Júzcar, d'aquí la controvèrsia.
L'origen de com Úmar es va convertir en guerriller, segons recull l'escriptor Jorge Alonso García, està en un incident que va succeir quan va descobrir que un pastor amazic li estava robant el bestiar al seu avi, Jàfar ibn Sàlim. Úmar s'hi va enfrontar, matant-lo. Després d'aquest assassinat, Úmar va haver d'amagar-se en la serra de l'Alt Guadalhorce, al Congost de los Gaitanes, refugiant-se en les ruïnes d'un vell castell que serà l'inexpugnable Bobastro, atès que ell sabia que seria perseguit pels amazics. Amb altres fugitius com ell, va començar a robar per les cores de Rayya i Takurunna fins que va ser capturat pel valí de Màlaga, que, desconeixent l'assassinat comès, només el va assotar. Llavors va decidir escapar al nord d'Àfrica, instal·lant-se a Tahart com a aprenent de sastre fins que, animat per un altre muladí, va decidir tornar el 880 aprofitant el creixent caos intern a l'Àndalus. Es diu que també va haver de marxar de Tahart perquè el sobirà estava infeudat als emirs omeies i corria el perill de ser arrestat.
Amb el suport del seu oncle Muhadir va aconseguir reunir una partida d'uns 40 mossàrabs, muladins i fins i tot amazics descontents amb l'aristocràcia d'origen àrab dominant, i donant mostres del que després seria provat en multitud de conteses, és a dir els seus grans dots d'estrateg militar, Úmar, com a primera mesura va reforçar i va millorar les defenses del castell de Bobastro, al nord de la província de Màlaga (avui Las mesas de Villaverde, uns 7 km a l'est d'Ardales i 8 km al nord de Carratraca), fent-lo pràcticament inexpugnable, com es demostraria al llarg dels més de quaranta anys que va resistir als envits dels omeies. Les seves hosts es van fer molt poderoses i nombroses i lluitaven amb gran valentia en clara rebel·lia contra el poder dels emirs de Còrdova. Els seus soldats l'anomenaven afectuosament «El capità del gran nas». Allà per on passaven, les gents victorejaven Úmar i els seus homes, i per això l'emir de Còrdova, Muhàmmad I, el va perdonar(883) i el va prendre com guàrdia personal al seu servei i al costat del general Hàixim ibn Abd-al-Aziz va participar en dures batalles, com la de Pancorbo, on va demostrar la seva valentia davant l'enemic.
Però lluny d'obtenir un reconeixement a la seva vàlua i a la dels seus homes, Úmar era menyspreat i insultat pels alts mandataris de l'emirat, arribant fins i tot a faltar-los el menjar o quan hi feien arribar, aquest no reunia les mínimes condicions. Va desertar (884) i es va tornar a rebel·lar contra l'emir i va conquistar un gran territori (entre Algesires i Múrcia), l'anomenada província de Reiyo formada per territoris de majoris cristiana o conversos. La supremacia militar d'Úmar es mostrava imparable; aquest grandiós desplegament militar el va dur a apoderar-se de fortaleses com les d'Autha, Comares i Mijas. L'emir al-Múndhir, fill de Muhàmmad, va manar el seu exèrcit, però només van recuperar Iznájar, en 888, pel que l'emir en persona decidí partir al capdavant de les seves tropes i assetjar Archidona on els muladins es rendiren i foren executats els defensors mossàrabs. El mateix esdevingué a Priego que també és recuperada pels omeies.
Després d'aquestes victòries l'emir va arribar davant Bobastro, provocant que Ibn Hafsun demanés la pau i signés un pacte amb el rei: la seva rendició a canvi de l'amnistia; però Úmar es va fer enrere quan l'emir ja es retirava, pel que al-Mundir va tornar al setge; va emmalaltir i morir al cap de sis setmanes, succeint-lo el seu germà Abd-Al·lah ibn Muhàmmad sospitós d'haver participar en la seva mort.
Durant l'emirat d'Abd-Al·lah les rebel·lions internes a l'Àndalus es van succeir, Úmar ibn Hafsun va aprofitar per a signar aliances amb altres rebels i prendre Estepa, Osuna i Écija el 889, conquistant Baena i massacrant als seus defensors, raó per la qual Priego i la resta de la Subbètica es rendiren sense lluitar. Úmar es va apoderar de les fortaleses del Guadalquivir (891) i d'una d'elles, Poley (coneguda més tard com Aguilar de la Frontera), va llançar incursions contra la "Campiña" de Còrdova. Xarband ibn Xarband, fill del comes dels mossàrabs de Còrdova, Xarband (Servand), per una qüestió personal, va fugir de la capital del califat i va trobar asil amb Úmar que li va encarregar fer incursions a la capital; Xarband ibn Xarband va morir en una d'aquestes ràtzies; tot i la seva defecció, no va atreure als mossàrabs de Còrdova. Úmar ibn Hafsun dominava llavors un notable estat, des de Medina Elvira i Jaén per l'est, i per l'oest fins a la regió de Sevilla, i arribant fins i tot prop de Còrdova. En el zenit del seu poder, Úmar ibn Hafsun dominava les províncies de Màlaga i Granada (on l'emirat va haver de reconèixer-lo oficialment com a governador) i tenia intenses relacions amb els rebels de Jaén. En la seva lluita contra els omeies el van ajudar sobretot els amazics i els mossàrabs. També va establir contactes amb Ifríqiya (Tunis, Líbia), primer amb l'emir aglàbida Abu-Ishaq Ibrahim ibn Àhmad i després amb els seus vencedors, els fatimites que eren xiïtes malgrat que la població seguia la doctrina sunnita, així com amb Badajoz i Saragossa. El 898 es va aliar al rebel mawla de la Marca Superior, Muhàmmad ibn Lope ibn Qasi, de la família dels Banu Qasi, una important família muladí a la Marca Superior, però l'aliança no va prosperar doncs Muhàmmad es va concertar a(octubre del 898) amb el governador tugibita de Saragossa.
Al mateix temps va instal·lar un bisbe cristià a Bobastro i va construir allí una església; es diu sovint que va convertir-se al cristianisme l'any 899 i va adoptar el nom de Samuel, intentant també el reconeixement del seu estat pel rei asturià Alfons III. No hi ha evidències d'aquests fets i si es van produir la conversió que sembla probable) hauria d'haver estat en secret. L'emirat va aconseguir aïllar-lo en gran part per la seva coalició amb els Banu Qasi a través dels tugíbides fidels a l'emir. Abd-Al·lah ibn Muhàmmad va agafar personalment el comandant i tot i tenir un terç de les forces d'Úmar, el va derrotar el 16 de maig de l'any 891 a Poley (Aguilar), situat al sud de la província de Còrdova) i allí va començar el seu declivi. El seu suposat bateig li hauria restar partidaris, però va continuar la lluita des de la seva fortalesa de Bobastro, i un any després ja tornava a dominar els mateixos territoris que abans de la derrota de Poley. En aquest temps els cronistes l'esmenten com a infidel (kàfir), apòstata (murtadd), ateu (múlhid) i politeista (múixrik) per la seva conversió al cristianisme. La seva conversió no obstant és molt dubtosa i podria ser part de la propaganda omeia (a posteriori), ja que Úmar va fer submissió als idríssides del Marroc, o es va aliar amb el senyor de Sevilla Ibrahim ibn Hajjaj, coses molt difícils d'explicar si era cristià. Un temps després (vers 910) Úmar va reconèixer al califa fatimita Abu-Muhàmmad Ubayd-Al·lah ibn al-Hussayn al-Mahdí. En aquests anys (vers 899-912) va perdre diversos territoris: Jaén, Archidona (Belda) i Baza que van retornar a control de Còrdova; les tropes de l'emir van assolar la rodalia de Bobastro.
A la mort de l'emir Abd-Al·lah ibn Muhàmmad el 912 el va succeir el seu fill Abd-ar-Rahman III (912-961); la principal revolta (fitna) que va enfrontar era la d'Úmar ibn Hafsun; l'aliança radical (asabiyya) dels muladís i els cristians era una amenaça seriosa i el nou emir va emprar la diplomàcia (mudarat) i la fermesa. El 913 va reconquerir Écija, i va derrotar a Ibn Hafsun prop d'Elvira i l'any següent va conquerir Sevilla a Ibn Hajjaj, aliat destacat d'Ibn Hafsun. L'emir va entrar a Algesires on va cremar diversos vaixells que Úmar utilitzava per al seu comerç amb el Marroc. La flota de l'emirat es va posar a patrullar la costa entre Múrcia i Algesires per impedir la navegació de vaixells controlats per Úmar que poguessin rebre ajut del Marroc. Aquest bloqueig, els atacs de l'emir als seus territoris, les fams i epidèmies, les divisions a les seves files i el cansament del poble per una lluita massa llarga, el van debilitar. El 916 Úmar va demanar la pau a petició del bisbe Maksim (Màxim) i altres partidaris cristians. Abd-ar-Rahman va enviar al metge i visir Yahya ibn Ishaq (que era cristià) i al seu hàjib Badr ibn Àhmad per negociar els termes de la pau. L'acord fou en general favorable a Úmar que conservava per a ell i els seus descendents Bobastro i altres 162 fortaleses.
Úmar va morir a Bobastro sense haver estat derrotat l'1 de febrer de 918. Els seus fills Jàfar, Sulayman i Hafs van governar successivament Bobastro (i els dos primers també a Toledo el 918-919 i 919-927), es van revoltar periòdicament i es van poder sostenir contra Abd-ar-Rahman III fins a 928. Sulayman va morir en combat el 16 de febrer de 927. Hafs el va succeir i es va sotmetre un temps abans i va participar en l'expedició de l'emir a Galícia; revoltat altre cop, Bobastro va caure en mans de l'emir el 19 de gener del 928. La rebel·lió va ser reprimida i el clan dels Hafsun va haver d'exiliar-se. La seva filla, Argèntea de Còrdova, és recordada per l'Església Catòlica com a santa, verge i màrtir. El 930 Abd-ar-Rahman, ja califa, va entrar a Bobastro i va obrir la tomba d'Úmar i es va descobrir que havia estat enterrat segons el ritual cristià el que fou exhibit com a prova de la seva apostasia; el cos fou portat a Còrdova i crucificat entre els cossos de dos dels seus fills. Les esglésies de Bobastro foren demolides i fins i tot una mesquita (per haver estat construïda amb diners obtinguts del robatori a musulmans); algunes mesquites noves es van construir al lloc.